# Taedonggang (piwo)

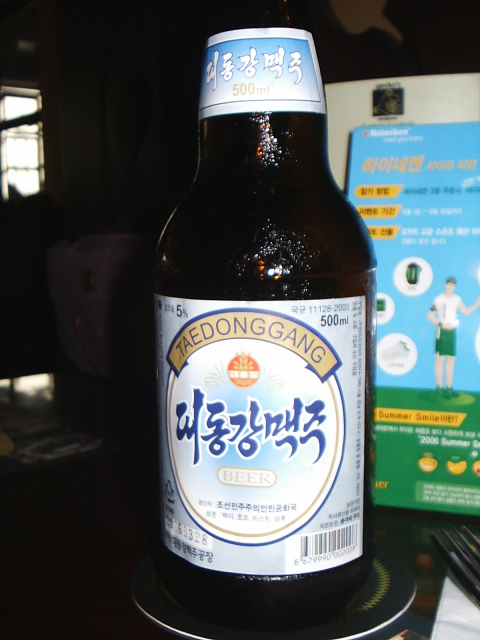
Taedonggang-Piwo (Pub w Itaewon-dong, Seul)

Logo piwa Taedonggang

Taedonggang (kor. 대동강맥주) – północnokoreańska marka piwa produkowanego przez państwową firmę Taedonggang Brewing Company z siedzibą w Pjongjangu. Nazwa ta obejmuje w rzeczywistości cztery produkty.
W 2000 roku przywódca Korei Północnej Kim Dzong Il zakupił wyposażenie i sprzęt zamkniętego brytyjskiego zakładu przemysłowego Ushers Beer Brewery. Oficjalne rozpoczęcie produkcji piwa nastąpiło w 2002 roku. W browarze stosowana jest niemiecka technologia skomputeryzowanej kontroli produkcji.
Piwo Taedonggang przeznaczone jest przede wszystkim na rynek krajowy, chociaż w 2005 rozpoczęto eksport do Korei Południowej. Importem zajmuje się firma Vintage Korea z siedzibą w Dogok, Gangnam, Seul. W połowie 2007 sprzedaż piwa w Korei Południowej gwałtownie zmalała; prawdopodobnie produkt nie będzie dłużej sprowadzany do kraju ze względu na niezapowiedziane podniesienie cen przez producenta. W tym samym roku mała butelka tego piwa w hotelach turystycznych w Pjongjangu kosztowała pół euro lub 75 centów amerykańskich.
Zawartość alkoholu w piwie wynosi 5%. Nazwa produktu pochodzi od rzeki Taedong-gang, która przepływa przez Pjongjang.
3 lipca 2009 rozpoczęła się kampania reklamowa tego produktu, emitowana przez telewizję państwową. Było to wyjątkowe posunięcie, ponieważ w północnokoreańskiej telewizji reklam jest bardzo niewiele.